# Konklave 1513

Wappen des Kardinalkämmerers während der Sedisvakanz

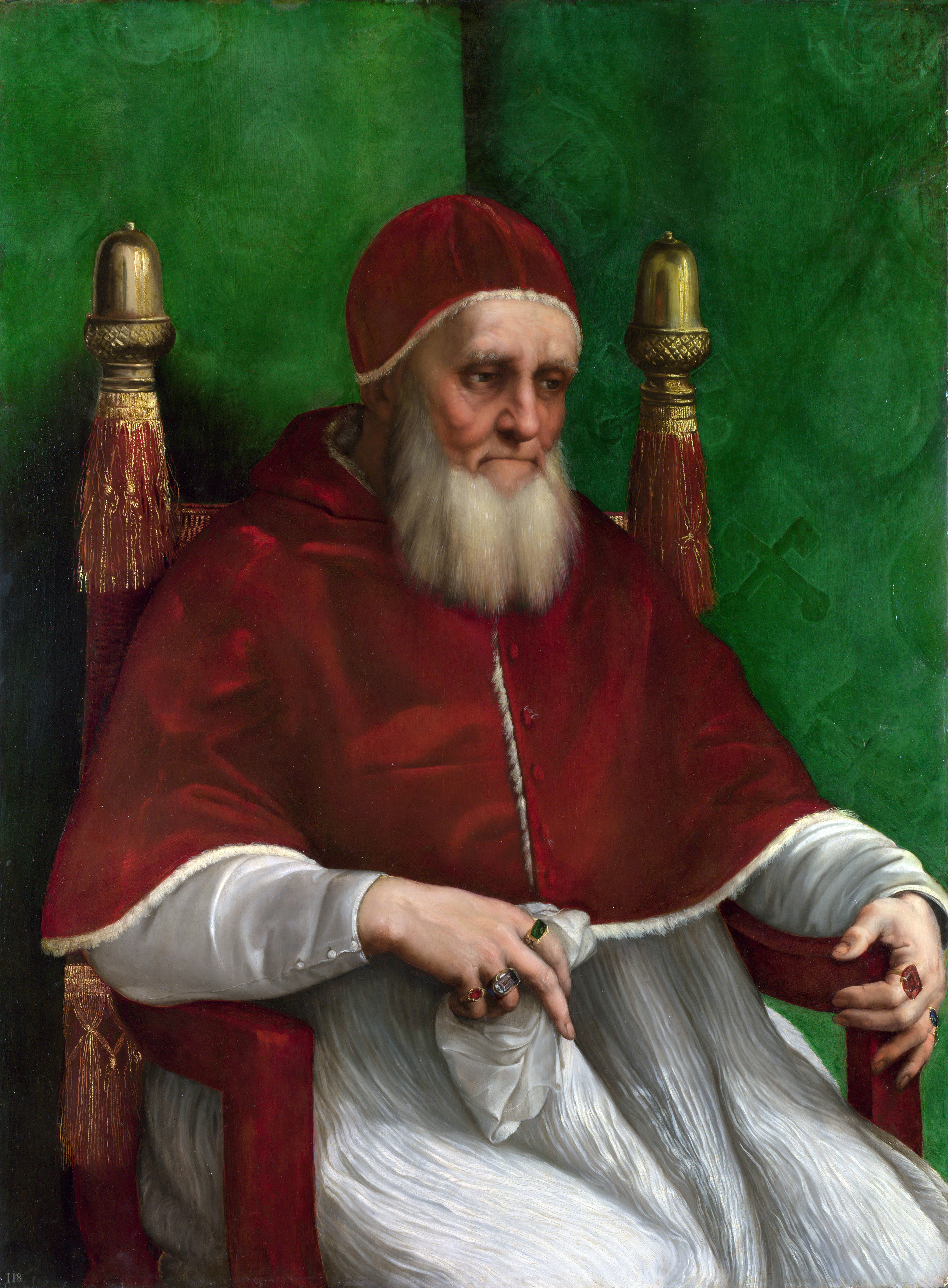
Porträt Papst Julius’ II. von Raffael

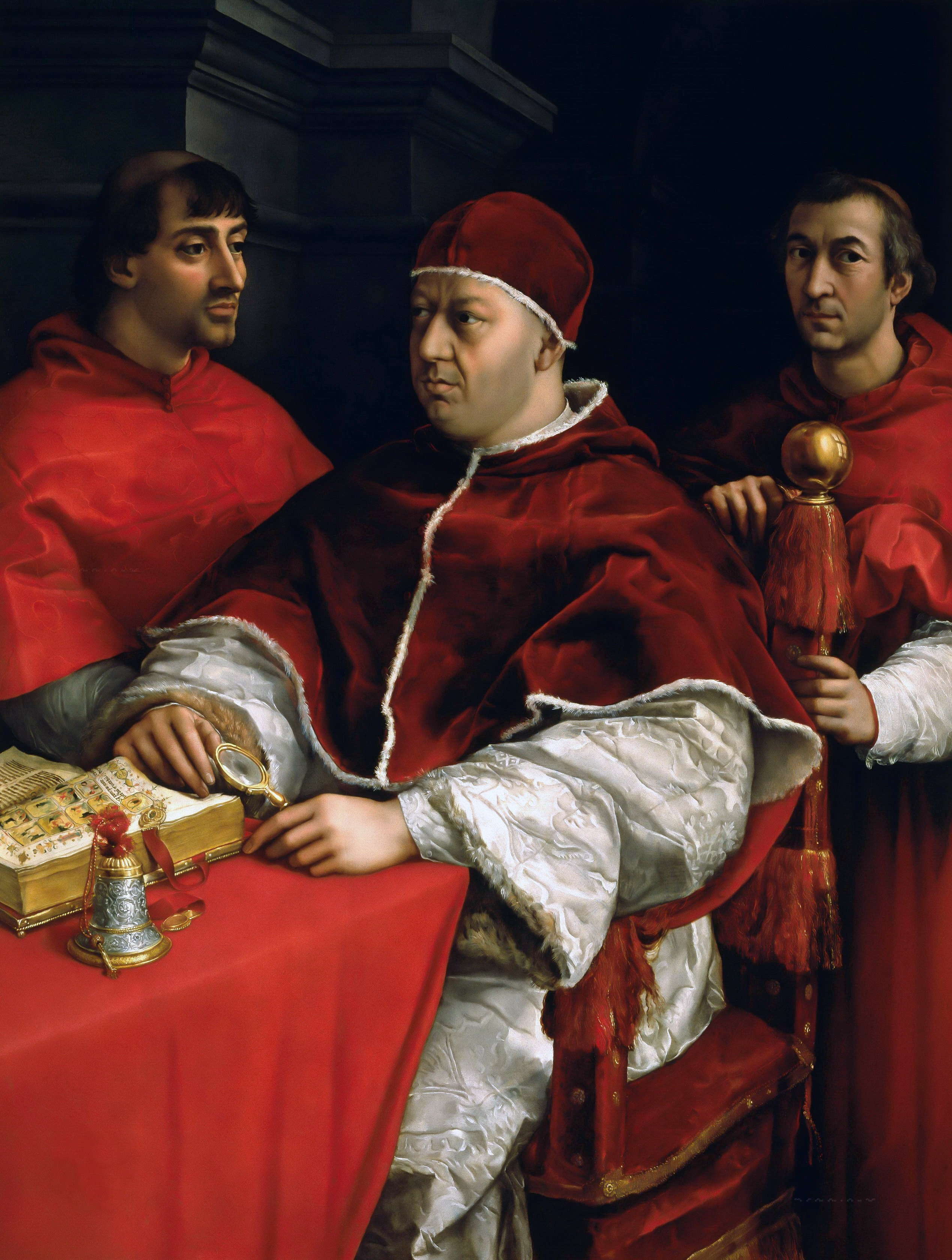
Papst Leo X.

Das Konklave von 1513 war die Wahlversammlung der Kardinäle nach dem Tod von Papst Julius II. und dauerte vom 4. März 1513 bis zum 9. März 1513. Seine Wahl fiel nach 5 Tagen auf Giovanni de’Medici, der sich Papst Leo X. nannte. Nach anderen Quellen wurde er am 11. März gewählt.

## Geschichte
Das Kardinalskollegium umfasste zu Konklavebeginn 35 Mitglieder, von denen jedoch 5 exkommuniziert waren. Weitere 5 Kardinäle hielten sich zur Zeit des Konklaves nicht in Rom auf, so dass das Konklave 25 Teilnehmer zählte.
Die Kardinäle des Konklaves nach Nationalität:
- Italiener: 19 Kardinäle
- Spanier: 2 Kardinäle
- Franzosen: 1 Kardinal
- Schweizer: 1 Kardinal
- Ungarn: 1 Kardinal
- Engländer: 1 Kardinal

Das nachweislich simoniefreie Konklave hatte mit den Kardinälen Grimani, de’Medici und Carretto drei Kandidaten, welche der Botschafter von Venedig als Papabile bezeichnete. Ihnen wurde ein unbescholtenes Leben nachgesagt. Als Konklaveort wählte man den 2. Stock des vatikanischen Palastes, wobei die Wahlen jedoch in der Sixtinischen Kapelle stattfanden. Die 30 Zellen wurden den Kardinälen per Los zugeteilt, wobei jede dieser Zelle die Größe einer Gefängnis- oder Hospitalzelle hatte. Lediglich die Kardinäle della Rovere und de’Medici erhielten eine bessere Unterkunft, da sie bei schlechter Gesundheit waren.
Neben den Kardinälen, von denen jeder über zwei Konklavisten verfügen konnte, befanden sich 55 weitere Personen im Konklave. Als Zeremonienmeister dienten Paris de Grassis und Blasius de Martinellis, welche auch den Schlüssel zum Konklave bewahrten.
Nachdem man in den ersten Tagen über eine Wahlkapitulation verhandelt hatte, wurde am vierten Tag die Bulle Cum tam divino verlesen. Zu diesem Zeitpunkt bereits in zwei Lager geteilt, gab es die Gruppe der „Älteren“ und der „Jüngeren“. Doch schon in den ersten Stunden setzte sich die Gruppe der jüngeren Kardinäle durch und wählte Kardinal de’Medici.
Da es bei einem Konklave normalerweise üblich war, im ersten Wahlgang einem Kandidaten seine Stimme zu geben, der ob seiner Verdienste geehrt werden sollte, sonst aber nicht ernstlich in Frage käme, geschah dies auch 1513. In diesem Konklave trat aber die Kuriosität auf, dass etwa die Hälfte aller Kardinäle im ersten Wahlgang denselben Kandidaten im Kopf hatten und so beinahe der unwahrscheinlichste der Kardinäle Papst geworden wäre.

## Teilnehmer
- Kardinaldekan: Raffaele Sansoni Riario
- Kardinalsubdekan: Domenico Grimani
- Jaime Serra i Cau
- Marco Vigerio della Rovere O.Min.
- Francesco Soderini
- Alessandro Farnese
- Luigi d’Aragona
- Tamás Bakócz
- Marco Cornaro
- Francesco Remolino
- Niccolò Fieschi
- Adriano Castellesi
- Roberto Britto Guibe de Challand
- Leonardo della Rovere Grosso
- Carlo Domenico del Carretto
- Sigismondo Gonzaga
- Sisto Gara della Rovere
- Christopher Bainbridge
- Antonio Maria Ciocchi del Monte
- Pietro Accolti
- Achille de Grassis
- Matthäus Schiner
- Bandinello Sauli
- Alfonso Petrucci
- Giovanni de’Medici

## Abwesende Kardinäle
- Ippolito I. d’Este
- Philipp von Luxemburg
- François Guillaume de Castelnau de Clermont-Lodève
- Francisco Jiménez de Cisneros
- Matthäus Lang von Wellenburg

## Weblink
- Papst Leo X.